# Anton Kapustin
Anton Nikolajewitsch Kapustin (russisch Антон Николаевич Капустин; * 10. November 1971 in Moskau) ist ein russisch-amerikanischer theoretischer Physiker.

## Leben
Anton Kapustin ist der Sohn des Komponisten und Pianisten Nikolai Kapustin. Er erhielt 1993 einen Bachelor of Science in Physik an der Lomonossow-Universität Moskau und promovierte 1997 am California Institute of Technology bei John Preskill. Es folgte eine Lehrtätigkeit an der Stony Brook University und schließlich die Berufung als Earle C. Anthony Professor für Theoretische Physik an das California Institute of Technology.
Seine Interessen liegen in der Quantenfeldtheorie und der Stringtheorie. Er leistete auch Pionierarbeit auf dem Gebiet der Nichtkommutativen Geometrie. Er ist bekannt durch eine Arbeit mit Edward Witten von 2007, die die geometrische Version des Langlands-Programm mit bestimmten Dualitäten (S-Dualität) in supersymmetrischen Eichtheorien verbindet.
Auf dem Internationalen Mathematik-Kongress in Hyderabad 2010 referierte er zum Thema „Mathematische Physik“.

## Werke
- Topics in Heavy Quark Physics, DIss., 1997
- Homological Mirror Symmetry, hrsg. von Anton Kapustin u. a., Berlin-Heidelberg: Springer 2010
- mit Witten: Electric-magnetic duality and the geometric Langlands program, Communications in Number Theory and Physics, Band 1, 2007, S. 1–236, Arxiv